# Knattspyrnudeild Ungmennafélag Grindavíkur (femminile)
Il Knattspyrnudeild Ungmennafélag Grindavíkur (kvenna), meglio noto semplicemente come Grindavík o con UMFG, la sigla che ne identifica la società, è la sezione di calcio femminile dell'Ungmennafélag Grindavíkur, società polisportiva islandese con sede a Grindavík. Nella stagione 2018 partecipa all'Úrvalsdeild kvenna, primo livello della struttura del campionato islandese femminile di calcio, per la seconda volta consecutiva dopo il suo ritorno ai vertici del campionato.

## Palmarès
- 1. deild kvenna: 4

1998, 2000, 2008, 2016

## Organico

### Rosa 2018
Rosa, ruoli e numeri di maglia tratti dal sito della federazione islandese
| N. |                        | Ruolo | Calciatrice                |
| -- | ---------------------- | ----- | -------------------------- |
| 1  | Brasile (bandiera)     | P     | Viviane Holzel Domingues   |
| 3  | Ghana (bandiera)       | D     | Linda Eshun                |
| 6  | Inghilterra (bandiera) | D     | Steffi Hardy               |
| 7  | Islanda (bandiera)     | A     | Elena Brynjarsdóttir       |
| 8  | Islanda (bandiera)     | D     | Guðný Eva Birgisdóttir     |
| 9  | Islanda (bandiera)     | D     | Ása Björg Einarsdóttir     |
| 9  | Inghilterra (bandiera) | A     | Rio Hardy                  |
| 10 | Islanda (bandiera)     | C     | Una Rós Unnarsdóttir       |
| 11 | Islanda (bandiera)     | D     | Dröfn Einarsdóttir         |
| 12 | Islanda (bandiera)     | P     | Dagbjört Ína Guðjónsdóttir |
| 13 | Brasile (bandiera)     | D     | Rilany Aguiar Da Silva     |
| 14 | Islanda (bandiera)     | C     | Anna Karen Björnsdóttir    |
| 14 | Islanda (bandiera)     | C     | Júlía Ruth Thasaphong      |
| 14 | Islanda (bandiera)     | C     | Ása Björg Einarsdóttir     |

| N. |                        | Ruolo | Calciatrice                   |
| -- | ---------------------- | ----- | ----------------------------- |
| 15 | Islanda (bandiera)     | C     | Elísabet Ósk Gunnþórsdóttir   |
| 16 | Islanda (bandiera)     | C     | Ísabel Jasmín Almarsdóttir    |
| 17 | Islanda (bandiera)     | C     | María Sól Jakobsdóttir        |
| 19 | Islanda (bandiera)     | C     | Unnur Guðrún Þórarinsdóttir   |
| 20 | Islanda (bandiera)     | C     | Áslaug Gyða Birgisdóttir      |
| 21 | Islanda (bandiera)     | C     | Eva María Jónsdóttir          |
| 21 | Islanda (bandiera)     | C     | Telma Lind Bjarkadóttir       |
| 22 | Islanda (bandiera)     | C     | Helga Guðrún Kristinsdóttir   |
| 25 | Islanda (bandiera)     | D     | Margrét Hulda Þorsteinsdóttir |
| 26 | Islanda (bandiera)     | C     | Berglind Ósk Kristjánsdóttir  |
| 26 | Stati Uniti (bandiera) | D     | Madeline Keane                |
| 26 | Islanda (bandiera)     | A     | Kristín Anítudóttir Mcmillan  |
|    | Inghilterra (bandiera) | C     | Sophie O'Rourke               |